# Otero's 66 Service
Otero's 66 Service, na 100 Main St. em Los Lunas, Novo México, foi construído em 1923. Foi listado no Registo Nacional de Locais Históricos em 2003.
Localizado na histórica U.S. Route 66 dos Estados Unidos, é um antigo Phillips Service Station e tem sido operado como Sam's Tire and Lube.